# N599 (België)
De N599 is een gewestweg in België bij de Meren van de Eau d'Heure bij de plaats Eau d'Heure tussen de (N40) en (N907). De weg is ongeveer 1 kilometer lang.
De gehele weg bestaat uit twee rijstroken voor beide rijrichtingen samen.